# Кесеров Поток
45°17′ пн. ш. 15°37′ сх. д. / 45.28° пн. ш. 15.61° сх. д.
Кесеров Поток (хорв. Keserov Potok) — населений пункт у Хорватії, у Карловацькій жупанії у складі громади Крняк.

## Населення
Населення за даними перепису 2011 року становило 8 осіб.
Динаміка чисельності населення поселення: